# FIDE Album
Els FIDE Albums són publicacions d'escacs editades per la FIDE, a través de la Comissió Permanent de la FIDE per a les Composicions d'escacs (PCCC), que contenen els millors problemes i estudis d'un cert període (normalment tres anys).
Actualment, els problemes enviats per a publicació en l'àlbum són revisats per tres jutges. Cada jutge pot donar de 0 a 4 punts per un problema, si els resultats combinats dels tres jutges és major o igual de 8, el problema és inclòs a l'àlbum. Algunes vegades el nombre de punts necessari és rebaixat a 7½.
Els títols de Gran Mestre, Mestre Internacional i Mestre de la FIDE de Composició d'Escacs són atorgats sobre la base dels problemes publicats en els FIDE Albums: cada problema inclòs en un àlbum val 1 punt i cada estudi val 1.66 punts; aquestes puntuacions són dividides pel nombre de compositors en el cas que siguin composicions conjuntes. Per tal que un compositor de problemes sigui premiat amb el títol de Mestre de la FIDE, ha d'acumular 12 punts, per al títol de Mestre Internacional es necessiten 25 punts i per al títol de Gran Mestre cal aconseguir 70 punts (en cap cas, aquests punts no s'han d'obtenir en un únic àlbum, normalment els punts són acumulats en diversos àlbums).
L'editor del primer FIDE Album va ser Nenad Petrović.